# Соєвий текстурат

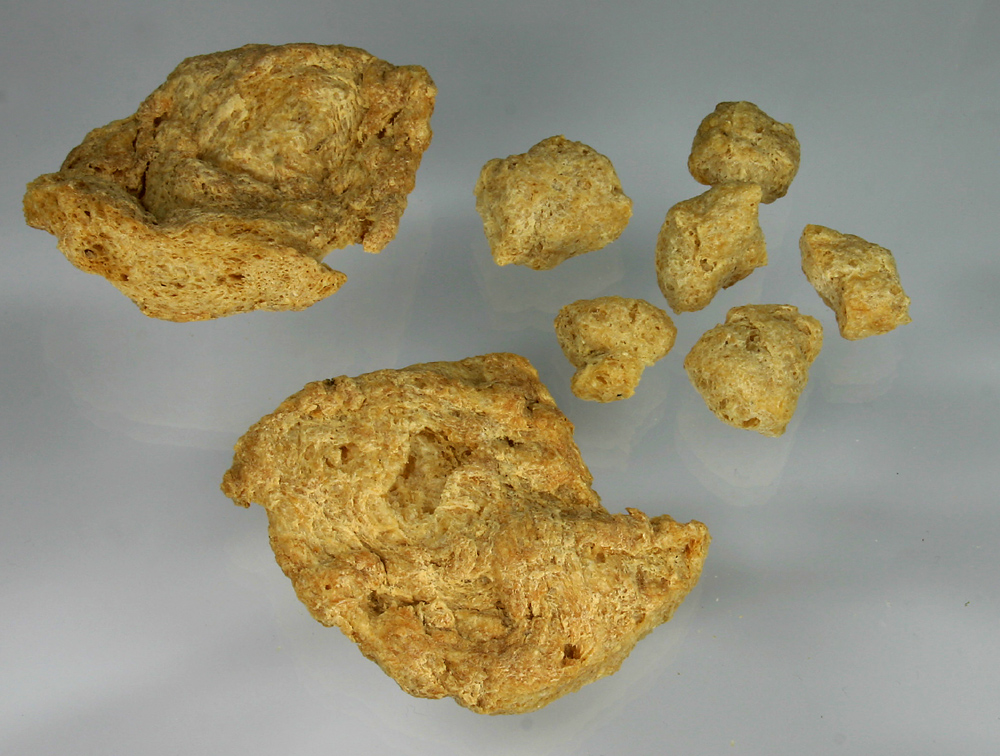
Соєвий текстурат у вихідному сухому вигляді

Со́євий текстура́т, також текстура́т со́євого білка́, со́єве м'я́со — продукт переробки соєвих бобів, замінник м'яса, вироблений із знежиреного соєвого борошна. Соєвий текстурат — продукт швидкого приготування з високим вмістом білків і незначною кількістю жирів. Широко використовується в вегетаріанській та східних кухнях. В англійській мові використовують терміни textured vegetable protein (TVP) і textured soy protein (TSP), що в дослівному перекладі означає «текстурований рослинний білок» і «текстурований соєвий білок».

## Виробництво
Початковою сировиною для виробництва соєвого текстурату найчастіше є побічний продукт виробництва соєвої олії. Соєвий текстурат отримують способом екструзійного варіння тіста із знежиреного соєвого борошна або соєвого шроту (так званих білих пластівців — white flakes). Отриману губкувату масу подрібнюють і сушать. Залежно від ступеня подрібнення тіста в процесі виробництва шматочки соєвого текстурату можуть мати різну форму і розміри, наприклад: фарш (гранульоване), пластівці, гуляш, відбивні, шматочки кубічної або довгастої форми тощо.

## Вживання
Соєвий текстурат, який за структурою нагадує м'ясо, використовують в кулінарії як його аналог або замінник. Готовий соєвий текстурат містить приблизно 50-70% білка. Перед використанням сухий соєвий текстурат піддають регідрації (відварюють або вимочують), після чого вага вихідного продукту збільшується в 2-3 рази.
Готують шляхом відварювання або замочування в бульйоні (як гарячому, так і холодному), зазвичай з додаванням приправ) або маринаду. Соєвий текстурат вбирає бульйон або маринад, що формує його смак і робить його придатним для подальшої кулінарної обробки. Таким чином, використання соєвого текстурату дозволяє готувати вегетаріанські і веганські різновиди таких страв, як плов, макарони по-флотські, гуляш тощо, які традиційно готуються з м'ясом.
Соєвий текстурат, як правило, продається в сухому вигляді і має термін зберігання близько 1 року. Приготований (регідрований) соєвий текстурат може зберігатися в холодильнику не довше за трьох діб. Для збільшення терміну зберігання приготованого соєвого текстурату його можна піддати заморожуванню, смакові якості продукту при звичайному і навіть шоковому разморожуванні на вогні не змінюються.

## Поживність
Соєвий текстурат вважається дешевою здоровою їжею, особливо якщо поєднується з овочами під час готування.